# Fred. Olsen Cruise Lines
Fred. Olsen Cruise Lines ist ein norwegisches Kreuzfahrtunternehmen mit vier Kreuzfahrtschiffen. Das Unternehmen hat seinen Hauptsitz in Ipswich, Vereinigtes Königreich und ist im Eigentum der Holding Bonheur.
Das Unternehmen ist Teil der Fred. Olsen Gruppe, deren Schifffahrts-Aktivitäten in mehreren Marken aufgeteilt sind. Dazu gehören neben der Fred. Olsen Cruise Lines auch die Fred. Olsen Express/Lineas Fred Olsen und COMARIT.

## Unternehmen
Fred. Olsen Cruise Lines bedient mit seinen Hochseeschiffen die Bereiche Europa, Karibik, Afrika und Kanada. Ab April 2018 wurde die Marke Fred. Olsen River Cruises  mit dem Schiff Brabant betrieben.
Am 15. Juli 2020 wurde bekannt gegeben, dass Fred. Olsen Cruise Lines die Schiffe Rotterdam und Amsterdam von der Holland-America Line gekauft hat. Sie wurden im September 2020 übernommen und in Borealis und Bolette umbenannt. Sie ersetzen die Boudicca und die Black Watch, welche im August 2020 die Flotte verließen.
Im November 2022 wurde bekannt, dass das Unternehmen einen Käufer für die in Rosyth aufgelegte Braemar sucht. Im Dezember 2023 gab das Start-up Villa Vie Residences bekannt, das Schiff gekauft zu haben und es ab Mai 2024 als Residenzschiff einsetzen zu wollen.

## Die Flotte der Gesellschaft

### Aktuelle Schiffe
| Name     | Indienststellung | Vermessung | Bauwerft               | Reedereidienst | Verbleib/Bemerkungen |
| -------- | ---------------- | ---------- | ---------------------- | -------------- | -------------------- |
| Balmoral | 1988             | 43.537 BRZ | Meyer Werft, Papenburg | seit 2007      |                      |
| Bolette  | 2000             | 62.735 BRZ | Fincantieri, Marghera  | seit 2020      |                      |
| Borealis | 1997             | 61.849 BRZ | Fincantieri, Venedig   | seit 2020      |                      |

### Ehemalige Schiffe
| Name         | Indienststellung | Vermessung | Bauwerft                         | Reedereidienst | Verbleib/Bemerkungen                               |
| ------------ | ---------------- | ---------- | -------------------------------- | -------------- | -------------------------------------------------- |
| Boudicca     | 1973             | 28.551 BRZ | Oy Wärtsilä Ab, Helsinki         | 2005–2020      | 2021 Abbruch in Aliağa                             |
| Black Watch  | 1972             | 28.613 BRZ | Oy Wärtsilä Ab, Helsinki         | 1996–2020      | 2022 Abbruch in Alang                              |
| Black Prince | 1966             | 11.209 BRZ | Flender-Werke, Lübeck            | 1986–2009      | 2012 Abbruch in Santo Domingo                      |
| Brabant      | 2006             | 1.566 BRZ  | Shipyard De Hoop, Lobith         | 2018–2019      | Flusskreuzfahrtschiff, eigentlich Amadeus Princess |
| Braemar      | 1993             | 24.344 BRZ | Union Naval de Levante, Valencia | 2001–2022      | 2023 an Villa Vie Residences verkauft              |

### Bilder

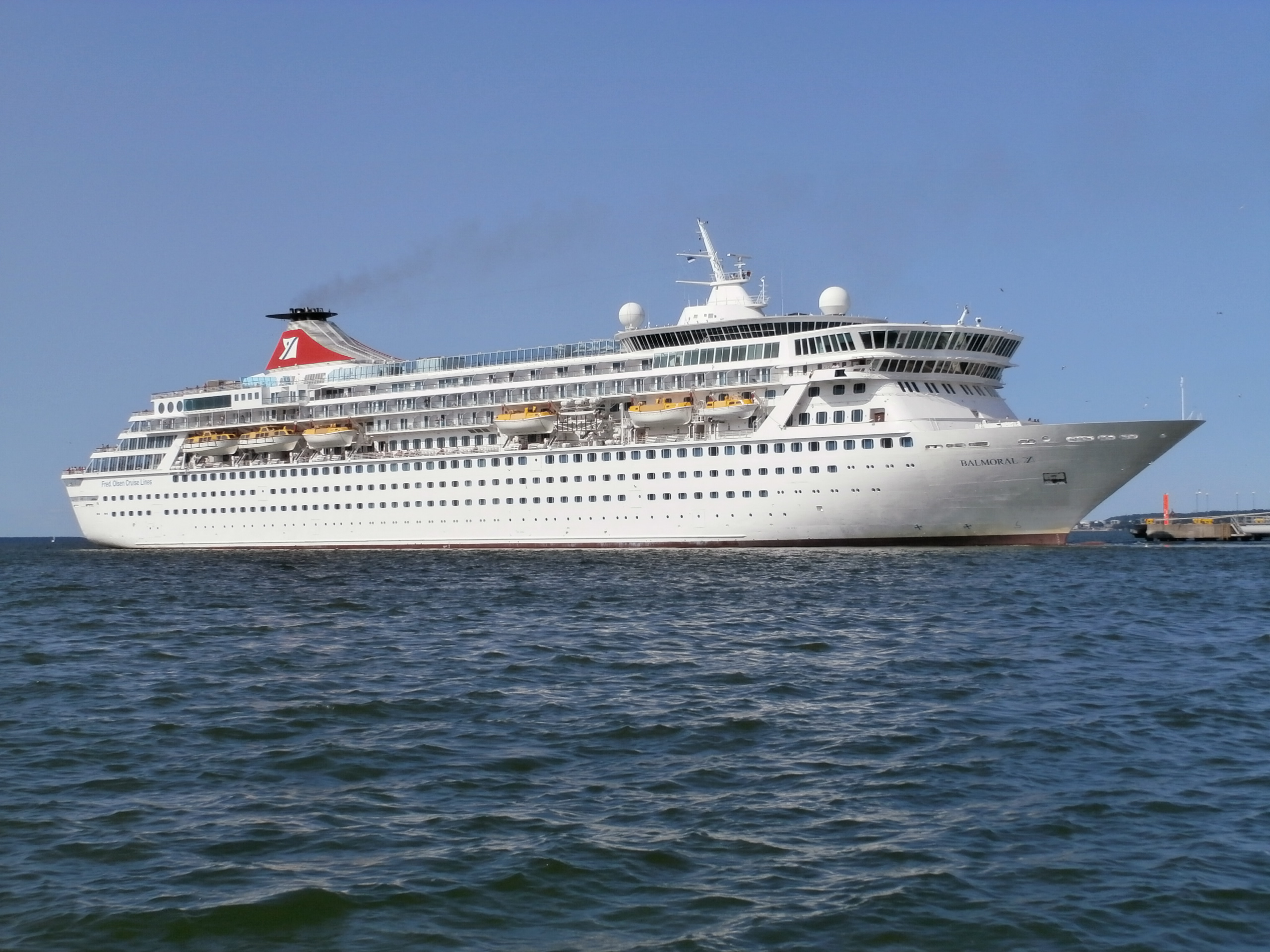
Balmoral
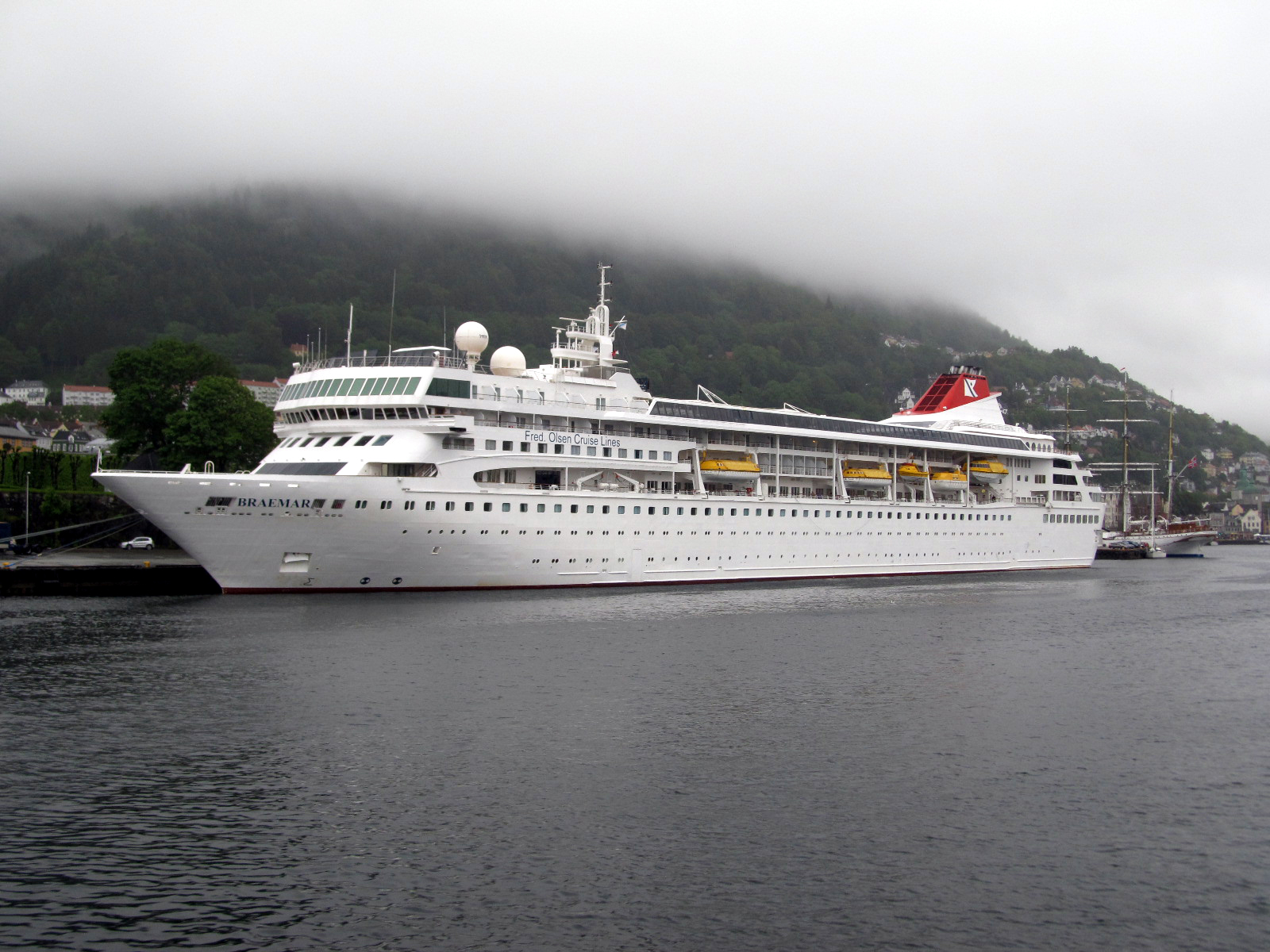
Braemar
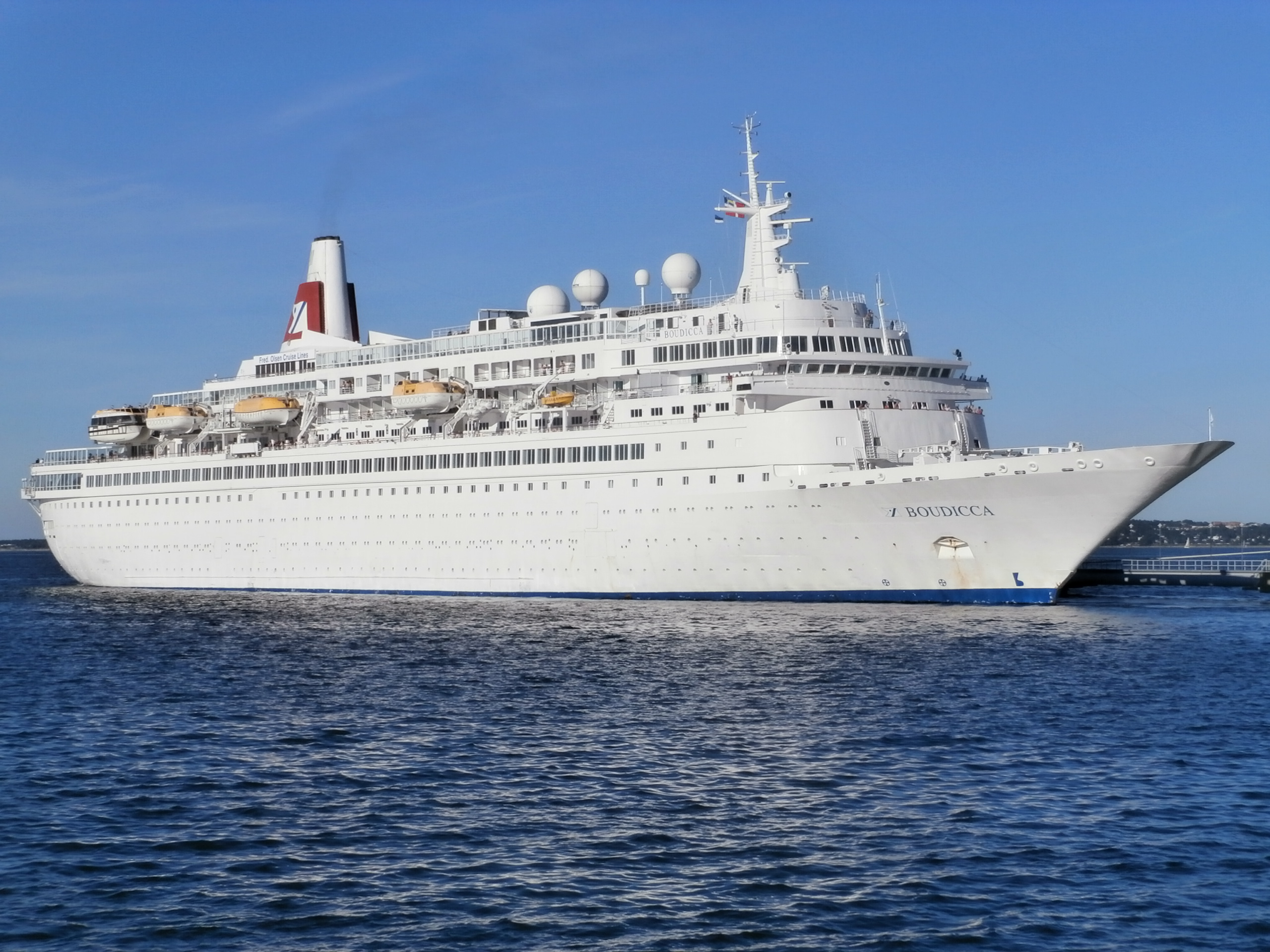
Boudicca
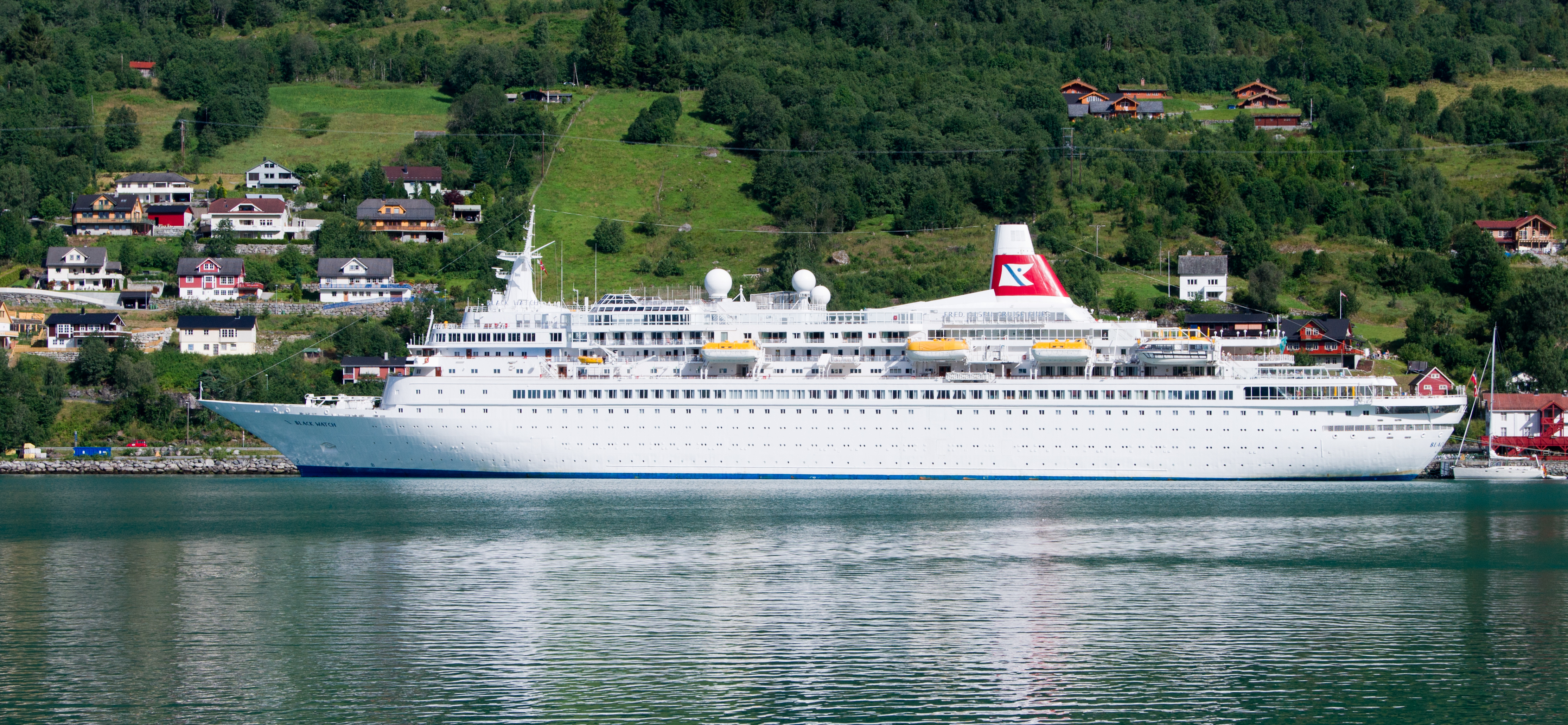
Black Watch